# Campeonato Mundial de Damas Inglesas
El Campeonato Mundial de Damas es el torneo de damas inglesas (también conocido como "damas americanas" o "damas rectas") que determina al campeón mundial. Está organizado por la Federación Mundial de Damas. La primera edición del campeonato masculino se celebró en la década de 1840, antes del Campeonato Mundial de Draft masculino en varias décadas. El campeonato femenino se celebra desde 1986. Hay campeonatos que se celebran en dos versiones. Uno es 3 movimientos, donde los jugadores no comienzan su juego en la posición inicial sino en una posición de tres movimientos en el juego (a menudo extraídas al azar de todas las posiciones, excluyendo las posiciones que ya están perdiendo una pieza). El otro es GAYP (Ve como quieras), donde los jugadores empiezan desde el principio.

## Varones
| Año       | Ganador         | País           |
| 1840–1844 | Andrew Anderson | Escocia        |
| 1844–1847 | James Wyllie    | Escocia        |
| 1847–1849 | Andrew Anderson | Escocia        |
| 1849–1859 | James Wyllie    | Escocia        |
| 1859–1864 | Robert Martins  | Escocia        |
| 1864–1876 | James Wyllie    | Escocia        |
| 1876–1878 | Robert D. Yates | Estados Unidos |
| 1878–1894 | James Wyllie    | Escocia        |
| 1894–1896 | James Ferrie    | Escocia        |
| 1896–1903 | Richard Jordan  | Escocia        |
| 1903–1912 | James Ferrie    | Escocia        |
| 1912–1917 | Alfred Jordan   | Inglaterra     |
| 1917–1922 | Newell Banks    | Estados Unidos |
| 1922–1933 | Robert Stewart  | Escocia        |
| 1933–1934 | Newell Banks    | Estados Unidos |
| 1934–1948 | Asa Long        | Estados Unidos |
| 1948–1955 | Walter Hellman  | Estados Unidos |
| 1955–1958 | Marion Tinsley  | Estados Unidos |
| 1958–1975 | Walter Hellman  | Estados Unidos |
| 1975–1991 | Marion Tinsley  | Estados Unidos |
| 1991–1994 | Derek Oldbury   | Inglaterra     |

| Año       | Ganador           | País      |
| 1994–2014 | Ron King          | Barbados  |
| 2014–2016 | Sergio Scarpetta  | Italia    |
| 2016–2018 | Michele Borghetti | Italia    |
| 2018–2022 | Lubabalo Kondlo   | Sudáfrica |
| 2022–     | Matteo Bernini    | Italia    |

| Año       | Ganador           | País           |
| 1994–2002 | Ron King          | Barbados       |
| 2003–2013 | Alex Moiseyev     | Estados Unidos |
| 2013–2017 | Michele Borghetti | Italia         |
| 2017–     | Sergio Scarpetta  | Italia         |

## Mujeres
| Año       | Ganadora          | País         |
| 2006–2012 | Amangul Durdyyeva | Turkmenistán |
| 2013–2015 | Nadiya Chyzhevska | Ucrania      |
| 2015–2017 | Amangul Durdyyeva | Turkmenistán |
| 2017–     | Nadiya Chyzhevska | Ucrania      |

| Año       | Ganadora          | País         |
| 1986–1993 | Joan Caws         | Reino Unido  |
| 1993–2007 | Patricia Breen    | Irlanda      |
| 2007–2012 | Amangul Durdyyeva | Turkmenistán |
| 2012–2016 | Nadiya Chyzhevska | Ucrania      |
| 2016–2018 | Amangul Durdyyeva | Turkmenistán |
| 2018—     | Tetiana Zaitseva  | Ucrania      |